# Denis Gargaud Chanut
Denis Gargaud Chanut (n. 22 iulie 1987, Apt, communauté de communes Pays d'Apt-Luberon⁠(d), Franța) este un canoist ce a reprezentat Franța, medaliat olimpic. A participat la o ediție a Jocurilor Olimpice (2016) în care a câștigat o medalie de aur.

## Participări
Lista de mai jos prezintă principalele competiții la care a participat Denis Gargaud Chanut de-a lungul carierei.
- Canoagem nos Jogos Olímpicos de Verão de 2016 - Slalom C-1 masculino[*]